# Friday (песня)
«Friday» — песня американской певицы Ребекки Блэк.
Песня и видеоклип к ней были созданы компанией ARK Music Factory, специализировавшейся на девочках-подростках, мечтающих прославиться. Ребекке Блэк на момент выхода песни «Friday» было 13 лет.
10 февраля 2011 года песню выпустили вместе с музыкальным видеоклипом на видеохостинге YouTube. 14 марта музыкальное видео собрало более 2 миллионов просмотров, а к 4 апреля это значение достигло 80 миллионов.
Некоторые[какие?] эксперты называли композицию «худшей песней всех времён».
Качество продюсирования, монотонный вокал и видеоклип также подверглись критике и осмеянию. Как писал сайт американского журнала «Билборд», это было «нечто, что, чтобы действительно оценить всю прелесть, нужно просто увидеть и услышать». В то же время, песня оказалась «до ужаса прилипчивой». А исполнительницу внешне сравнивали с Деми Ловато и Селеной Гомес.

## Список композиций
Песня была написана основателями компании Ark Music Factory Кларенсом Джеем и Патрисом Уилмоном
1. «Friday»[10]

## Чарты
| Чарты (2011)                                | Наив. поз. |
| ------------------------------------------- | ---------- |
| Австралия (Australian Digital Tracks, ARIA) | 40         |
| Бразилия (Billboard Brasil Hot 100 Airplay) | 66         |
| Бразилия (Billboard Brasil Pop Songs)       | 79         |
| Канада (Canadian Hot 100)                   | 61         |
| Ирландия (IRMA)                             | 46         |
| Новая Зеландия (Recorded Music NZ)          | 33         |
| Великобритания (UK Singles Chart)           | 60         |
| США (Billboard Hot 100)                     | 58         |
| США (Billboard Heatseekers Songs)           | 1          |